# Nathan Sykes

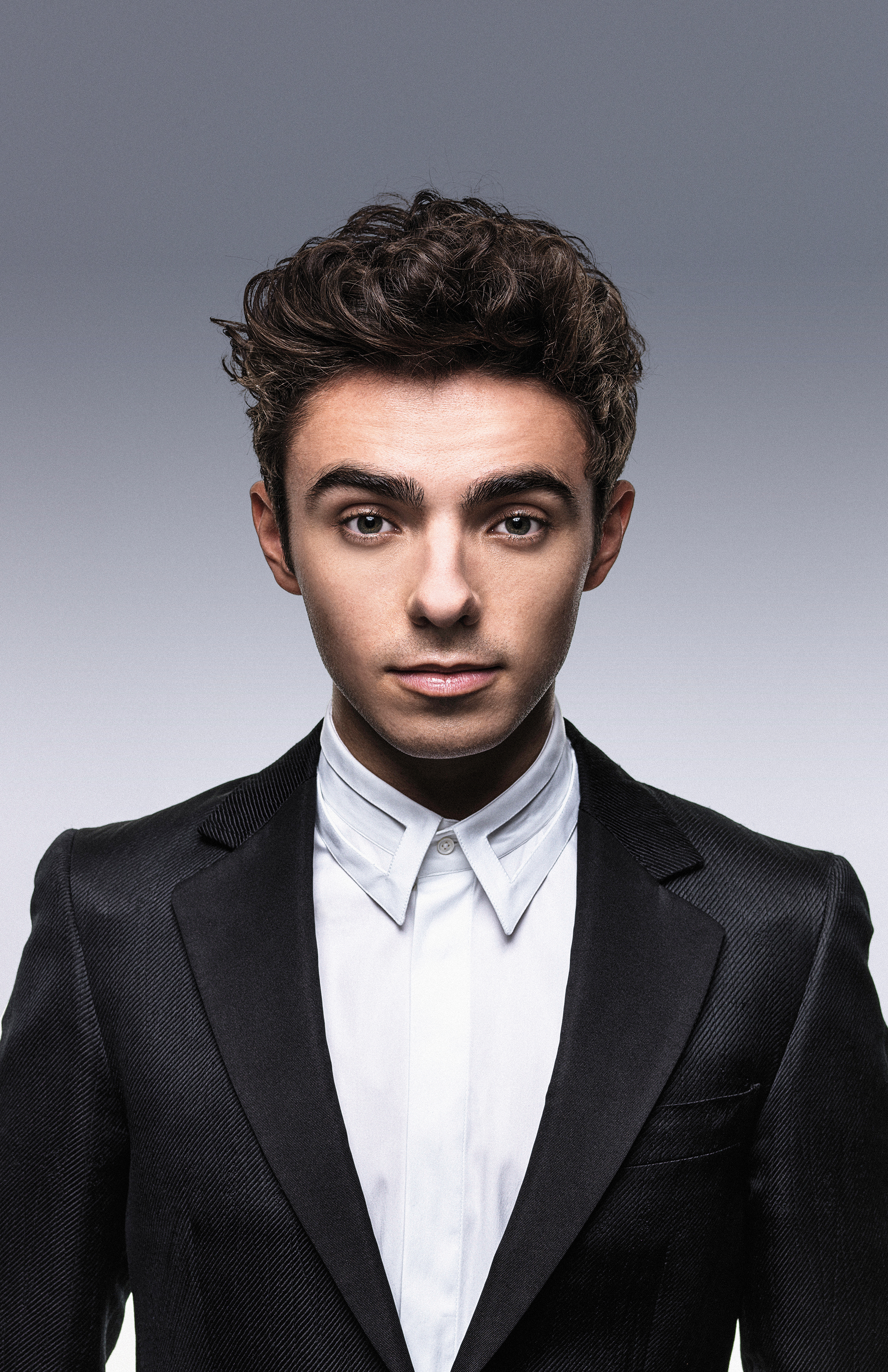
Nathan Sykes (2016)

Nathan James Sykes (* 18. April 1993 in Gloucester) ist ein englischer Popsänger. Anfang der 2010er wurde er bekannt als Mitglied der Boygroup The Wanted, bevor er 2015 eine Solokarriere begann.

## Karriere
Nathan Sykes wuchs in Gloucester im Westen Englands auf. Er zeigte schon mit sechs Jahren Bühnenbegabung und gewann mehrere Gesangswettbewerbe, darunter 2003 Britney Spears’ Karaoke Kriminals, bei dem Britney Spears persönlich die Siegerehrung vornahm. Ein Jahr später nahm er auch am Junior Eurovision Song Contest teil, belegte im nationalen Vorentscheid aber nur Platz 3. Als Elfjähriger wurde er an der Sylvia Young Theatre School angemeldet. Für den Besuch der renommierten Schauspielschule zog er nach London und blieb dort bis zu seinem erfolgreichen Abschluss.
Sykes gehörte zu den ersten drei Sängern, die 2009 für die Band The Wanted gecastet wurde. Danach kamen noch zwei weitere Mitglieder hinzu. Ab 2010 war die Band vor allem in Großbritannien und Irland erfolgreich. Vor dem dritten Album musste er sich jedoch einer Notfall-Halsoperation unterziehen und die Band musste einige Zeit pausieren. Bevor das Album erschien, nahm Sykes nach seiner Genesung ein Duett mit Ariana Grande für den Soundtrack zum Film Chroniken der Unterwelt – City of Bones auf. Das Lied Almost Is Never Enough kam in den USA und auf den Britischen Inseln in die Charts. Danach folgte Ende 2013 noch das Bandalbum und die Albumtour, danach lösten sich The Wanted aber auf.
Sykes unterschrieb kurz darauf einen Vertrag mit Global Radio und Anfang 2015 erschien bereits seine erste Solosingle More Than You’ll Ever Know. Im Juni war er mit dem Song Kiss Me Quick nicht nur in der Heimat erfolgreich, er belegte auch Platz 1 in den US-Dance-Club-Charts. Single Nummer drei Over and Over Again war in England ein Top-10-Hit und in einer Version mit Ariana Grande hatte er in den USA seinen zweiten Dance-Club-Hit. Bis Ende 2016 dauerte es danach noch, bis das Solo-Debütalbum Unfinished Business veröffentlicht wurde. In den UK-Charts erreichte er Platz 11, in den USA war er immerhin in den Heatseeker-Charts und kam dort auf Platz 2.

## Diskografie
Für Veröffentlichungen als Mitglied von The Wanted siehe The Wanted/Diskografie.

### Studioalben
| Jahr | Titel               | Höchstplatzierung, Gesamtwochen, AuszeichnungChartsChartplatzierungen (Jahr, Titel, Platzierungen, Wochen, Auszeichnungen, Anmerkungen) | Anmerkungen                             |
| Jahr | Titel               | UK | Anmerkungen                             |
| ---- | ------------------- | --- | --------------------------------------- |
| 2016 | Unfinished Business | UK11 Silber · (10 Wo.)UK | Erstveröffentlichung: 11. November 2016 |

### Singles
| Jahr | Titel Album                                                               | Höchstplatzierung, Gesamtwochen, AuszeichnungChartplatzierungen (Jahr, Titel, Album, Platzierungen, Wochen, Auszeichnungen, Anmerkungen) | Höchstplatzierung, Gesamtwochen, AuszeichnungChartplatzierungen (Jahr, Titel, Album, Platzierungen, Wochen, Auszeichnungen, Anmerkungen) | Anmerkungen                                                            |
| Jahr | Titel Album                                                               | UK | US | Anmerkungen                                                            |
| ---- | ------------------------------------------------------------------------- | --- | --- | ---------------------------------------------------------------------- |
| 2013 | Almost Is Never Enough The Mortal Instruments: City of Bones (Soundtrack) | UK49 Silber · (2 Wo.)UK | US82 Platin · (2 Wo.)US | Erstveröffentlichung: 19. August 2013 Ariana Grande feat. Nathan Sykes |
| 2015 | Kiss Me Quick Unfinished Business                                         | UK14 (3 Wo.)UK | — | Erstveröffentlichung: 28. Juni 2015                                    |
| 2015 | Over and Over Again Unfinished Business                                   | UK8 Silber · (9 Wo.)UK | — | Erstveröffentlichung: 18. Oktober 2015                                 |
| 2016 | Give It Up Unfinished Business                                            | UK14 (3 Wo.)UK | — | Erstveröffentlichung: 29. April 2016 feat. G-Eazy                      |
| 2016 | Famous Unfinished Business                                                | UK28 (7 Wo.)UK | — | Erstveröffentlichung: 30. September 2016                               |
| 2017 | There’s Only One of You Unfinished Business                               | UK65 (2 Wo.)UK | — | Erstveröffentlichung: 29. Dezember 2016                                |

Weitere Singles
- 2015: More Than You’ll Ever Know
- 2016: Twist
- 2016: Have Yourself a Merry Little Christmas